# La Méthode (film)
Pour les articles homonymes, voir Méthode.
Pour plus de détails, voir Fiche technique et Distribution.
La Méthode (El método ou El método Grönholm) est un film hispano-argentino-italien réalisé en 2005 par Marcelo Piñeyro, adaptation de la pièce de théâtre de l'auteur espagnol Jordi Galceran, La Méthode Grönholm (2003).

## Synopsis
Dans une Madrid assiégée par les manifestations contre le Fonds monétaire international et la Banque mondiale, sept candidats, cinq hommes et deux femmes, se rendent à un entretien d'embauche pour un poste de cadre, dans la tour de la multinationale Dekia. Très vite, ils se rendent compte que personne ne va les recevoir et comprennent qu'ils sont à la fois objets et sujets de la sélection.
Des écrans d'ordinateurs vont les guider dans le processus d'élimination mutuelle. L'écran leur annonce qu'il y a un « psychologue infiltré » parmi eux et leur demande d'élire celui qui leur paraît être l'infiltré. La « taupe » choisie par les candidats est Enrique. Dans un deuxième temps, l'écran leur demande de choisir un « chef d'équipe ». Ces tests sont le début de la méthode Grönholm. Les candidats se demandent aussi s'ils sont surveillés par des caméras vidéo ou des micros cachés…

## Fiche technique
- Titre français : La Méthode
- Titre original : El método ou El método Grönholm
- Réalisation : Marcelo Piñeyro
- Scénario : Jordi Galceran, Mateo Gil et Marcelo Piñeyro, d'après la pièce de théâtre catalane La Méthode Grönholm (titre original : El mètode Grönholm) de Jordi Galcerán
- Musique : Frédéric Bégin et Phil Electric
- Pays d'origine :  Espagne, Argentine et Italie
- Format : Couleurs - 2,35:1 - Dolby numérique - 35 mm
- Genre : Drame
- Durée : 115 minutes
- Date de sortie : 20 septembre 2006 (France)

## Distribution
- Eduardo Noriega : Carlos
- Najwa Nimri : Nieves
- Eduard Fernández : Fernando
- Pablo Echarri : Ricardo
- Ernesto Alterio : Enrique
- Natalia Verbeke : Montse
- Adriana Ozores : Ana
- Carmelo Gómez : Julio

## Autour du film
- Remarqué au festival du film policier de Cognac, La Méthode est un film adapté d'une pièce de théâtre qui utilise le principe du huis clos.

## Distinctions
- Unión de Actores y Actrices 2005 : Eduard Fernández pour le Prix du meilleur second rôle masculin ; Adriana Ozores pour le Prix de la meilleure actrice ; Pablo Echarri pour le Prix de la meilleure révélation.
- Prix Sud 2006 du meilleur film argentin.
- Prix Goya 2006 : Carmelo Gómez pour le Prix d'interprétation masculine ; Marcelo Piñeyro et Mateo Gil pour le Prix de la meilleure adaptation.
- Círculo de Escritores Cinematográficos 2006 : Carmelo Gómez pour le Prix d'interprétation masculine ; Mateo Gil pour le Prix de la meilleure adaptation.